# 情報文化学会
情報文化学会（じょうほうぶんかがっかい、英名 Japan Information-Culturology Society （設立当時の英名は Japan Information-Culture Society ）　略称JICS）は、情報文化の研究を進め、学術文化の向上発展を目的として1993年に設立された学会。
本部を東京都港区赤坂9-1-7-224に置いている。

## 主な事業
学術研究会議の開催、会誌・会報・図書の刊行、情報文化に関する図書・資料の収集整備、研究教育機関・諸産業との交流など

## 入会の資格
学会の目的に照らして学会・官界・民間を問わない。

## 学会誌
- 『情報文化学会誌』
- 情報文化学会刊行物一覧（国立情報学研究所収録） 国立情報学研究所